# Apristurus kampae
 Apristurus kampae és un peix de la família dels esciliorrínids i de l'ordre dels carcariniformes.

## Morfologia
Els mascles poden arribar als 58,4 cm de longitud total i les femelles als 52.

## Reproducció
És ovípar.

## Distribució geogràfica
Es troba a les costes centrals i meridionals de Califòrnia (Estats Units) i del Golf de Califòrnia.